# Une saison en enfer
Une saison en enfer (Een seizoen in de hel) is een dichtbundel, deels proza, deels poëzie, die Arthur Rimbaud in 1873 op eigen kosten publiceerde te Brussel. De gedichten ontstonden in een bijzonder tumultueuze fase van zijn leven, tijdens zijn relatie en na de dramatische breuk met Paul Verlaine. Hij begon eraan in Brussel en voltooide ze na de scheiding met Verlaine in het plaatsje Roche in de Franse Ardennen, waar zijn ouders een boerderij hadden. Toen de bundel gepubliceerd werd, was Rimbaud amper 19 jaar.
Lange tijd werd gedacht dat Rimbaud de hele eerste editie verbrand had. Hij verzuimde zijn uitgever te betalen, zodat deze de meeste exemplaren voor zich hield. Pas in 1901 werd deze voorraad in Brussel teruggevonden. Intussen had het tijdschrift La Vogue de gedichten heruitgegeven in zijn nummers van september 1886. Une saison en enfer is geen traditionele dichtbundel: het is een verzameling van bespiegelingen en passionele ontboezemingen in proza, afgewisseld met pure, intense poëzie; een tocht door de hel die Rimbaud bij wijze van zelfonderzoek onderneemt. De gedichten zijn romantisch, maar tegelijkertijd vernieuwend. Sommige gedeelten schreef Rimbaud onder invloed van absint; vooral "Mauvais Sang" ("Slecht Bloed") lijkt het product van een ontspoorde verbeelding waarin Rimbaud met hallucinante beelden inwerkt op het onderbewustzijn van de lezer.
Jadis, si je me souviens bien, ma vie était un festin où s'ouvraient tous les coeurs, où tous les vins coulaient.
Vroeger, als ik het me goed herinner, was mijn leven een festijn waar zich alle harten openden, waar alle wijnen vloeiden.

## Vorm en inhoud
Une saison en enfer is opgevat als een literaire, emotionele en spirituele autobiografie, bestaande uit een aantal prozagedichten. Rimbaud laat verschillende verhalende personages een betoog voeren tegen concrete en abstracte protagonisten. In een overwegend retorische stijl wisselt hij in de tekst snel van verleden naar tegenwoordige tijd en van formeel naar informeel discours.
Het boekje bestaat uit negen gedeelten, hoewel sommige commentatoren het vierde en vijfde gedeelte -"Delires I" en "Delires II"- als een geheel beschouwen. Het eerste deel, zonder titel, wordt meestal aangeduid als de proloog of het voorwoord. Hierin haalt de spreker herinneringen op over zijn vroegere leven en zijn rebellie tegen het gezag. Hier bereidt hij de lezer voor op de behandeling van goed en kwaad in een volgend deel. In het tweede deel, "Mauvais Sang" ("Slecht Bloed"), onderzoekt de dichter zijn voorchristelijke, 'Gallische oorsprong' en benadrukt hij zijn vervreemding van de moderne beschaving. "Nuit de l'Enfer" ("Nacht van de hel") is een getormenteerd en hallucinant verslag over geestelijke strijd en verdoemenis, waarin de verteller zijn eigen pogingen om een semi-goddelijk wezen te worden en de wereld te veranderen parodieert. "Delires I" ("Deliriums I") - ondertiteld "Vierge folle-l'Époux helse" ("Dwaze Maagd-De Helse Bruidegom") - wordt doorgaans opgevat als Rimbauds ironische voorstelling van zijn mislukte relatie met Verlaine, hoewel sommige critici vermoeden dat de twee personae ook de vrouwelijke en mannelijke aspecten van de auteur vertegenwoordigen. "Delires II" - met "Alchimie du Verbe" ("Alchemie van het Woord") als ondertitel - evoceert Rimbauds mislukte experiment om als 'ziener' een nieuwe wijze van poëtische expressie te vinden. Het omvat zeven van de gedichten die hij schreef in het voorgaande jaar, weliswaar in licht gewijzigde vorm. "L'Impossible" ("Het Onmogelijke") is zeer intens, abstract en metafysisch. De auteur zet zich hier sterk af tegen de 19e-eeuwse westerse beschaving, rouwt om het verlies van zuiverheid, en erkent dat zijn dromen om te ontsnappen zinloos zijn. "L'Éclair" ("De Bliksem (van inzicht")) is afwisselend hoopvol en spottend, berouwvol en uitdagend, en overweegt alternatieven voor de traditionele vormen van religie, kunst en culturele instellingen. In "Matin" ("Morgen") reflecteert de verteller over zijn verleden, terwijl hij mediteert over de toekomst. Hij lijkt nu de noodzaak in te zien en te aanvaarden om rekening te houden met de realiteiten van het gewone leven. In het laatste deel, "Adieu" ("Vaarwel"), mijmert de spreker over de mogelijkheid van een nieuwe manier om waarheid te zoeken en vervolgens uit te drukken in innovatieve taal; tegelijkertijd bespot de verteller deze inspanning, en wijst erop dat deze queeste een eenzame onderneming zal worden.

## Invloed
In ieder opzicht, inhoudelijk en stilistisch, is Une Saison en Enfer een revolutionair literair werk. In tegenstelling tot eerdere auteurs van prozagedichten had Rimbaud lak aan conventionele beschrijvingen, eenvoudige verhaaltjes en een vooropgezet (didactisch) doel. Une Saison rebelleert tegen het naturalisme, en de precisie en objectiviteit van de dichters van de Parnasse-beweging die de Franse poëzie toen domineerden. Rimbaud vertrouwt op suggestie en evocatie in plaats van op directe beschrijving, waardoor hij later het idool werd van de symbolisten in de literatuur.
In zijn meest elementaire vorm presenteert Une Saison zich als een unieke biecht, waarin de dichter een emotionele en spirituele strijd evoceert. Hoewel het gedicht vaak heel uiteenlopend werd geïnterpreteerd, beschouwen recente commentatoren het als een sardonische neerslag van Rimbauds overtuigingen en aspiraties, maar ook als een bewogen exploratie van universele hoop en verlangens.

## Vertalingen

### Nederlands
- Arthur Rimbaud: Ik is een ander, Zienersbrieven, Een seizoen in de hel en Illuminations - Vertaling: Hans van Pinxteren - Uitgever: L.J. Veen - ISBN 9789020405712
- Arthur Rimbaud: Gedichten, Een seizoen in de hel, Illuminations - Vertaling: Paul Claes - Uitgever: Athenaeum / Polak & van Gennep - ISBN 9789025346898

### Andere talen
Tijdens een van haar lange ziekenhuisopnames in Zwitserland vertaalde Zelda Fitzgerald Une Saison en Enfer in het Engels. Eerder had zij zichzelf Frans geleerd door een Frans woordenboek te kopen en daarmee Raymond Radiguets Le Bal du Comte d'Orgel te lezen.